# محمد هدایت‌الله
محمد هدایت‌الله (هندی: मुहम्मद हिदायतुल्लाह؛ ۱۷ دسامبر ۱۹۰۵ – ۱۸ سپتامبر ۱۹۹۲)؛ یازدهمین رئیس دادگستری هند از ۲۵ فوریه ۱۹۶۸ تا ۱۶ دسامبر ۱۹۷۰، و ششمین معاون رئیس‌جمهور از ۳۱ اوت ۱۹۷۹ تا ۳۰ اوت ۱۹۸۴ بود. او رئیس‌جمهور هند از ۲۰ ژوئیه ۱۹۶۹ تا ۲۴ اوت ۱۹۶۹ و از ۶ اکتبر ۱۹۸۲ تا ۳۱ اکتبر ۱۹۸۲ بوده‌است. هدایت‌الله به عنوان یک قاضی برجسته، محقق، نویسنده و زبان‌شناس شناخته می‌شود.

## سمت‌ها
- ششمین معاون رئیس‌جمهور هند از ۳۱ اوت سال ۱۹۷۹ تا ۳۰ اوت ۱۹۸۴
- رئیس‌جمهور هند از ۲۰ ژوئیه ۱۹۶۹ تا ۲۴ اوت ۱۹۶۹
- رئیس‌جمهور هند از ۶ اکتبر ۱۹۸۲ تا ۳۱ اکتبر ۱۹۸۲